# دردسر (فیلم ۱۹۲۲)
دردسر (انگلیسی: The Pest) یک فیلم کمدی صامت آمریکایی است که در سال ۱۹۲۲ منتشر شد.

## بازیگران
- استن لورل
- گلن کاوندر
- می دالبرگ
- ویرا رینولدز